# Bernhof (Gleiritsch)
Bernhof ist ein Gemeindeteil der Gemeinde Gleiritsch und war bis 1946 eine Gemeinde.

## Geografie
Bernhof liegt in der Region Oberpfalz-Nord im nordöstlichen Teil des Landkreises Schwandorf.

## Geschichte
An die im 11./12. Jahrhundert einsetzende Rodungswelle mit den richt- und -ried-Orten (Lampenricht, Trichenricht) schlossen sich die im 13./14. Jahrhundert entstandenen Ausbausiedlungen der -hofen und -hof-Orte an.
Der Name Bernhof tauchte in Urkunden aus den Jahren 1272 und 1273 auf. Zugunsten des Klosters Waldsassen verzichteten Friedrich und Gottfried von Waldthurn auf all ihre Rechte „in Birke, Reuth, Rimilchberch, Deselvelt, Lenersreut, Wilhove und Bernhove“.
Kaufverträge vom 29. September 1394 und vom 29. Januar 1397 berichten von Veräußerungen der Paulsdorfer „von dem Tennesberge“ (heute Markt Tännesberg). Sie verkauften an Pfalzgraf Ruprecht den Jungen das „Untern Haus zu dem Tennesberge mit Herrschaften, Dörfern, Halsgerichten und anderen Gerichten, Lehen und Alles, was sie von ihrer wegen geliehen und innegehabt haben, ausgesatzt die Lehen, die sie mit anderen Paulstorfern in einem gemeinen Leihen gehabt – mit Namen: … zu Pernhof einen Hof und 9 Schill. Regensb. daraus, besonders zu Schemerstorf einen Hof ...; zu Pernhof zwen Höf, wovon der eine mit dem Zins dem Abt von Ensdorf dienet;...“

## Gemeinde Bernhof (bis 1946)
Das Königreich Bayern wurde 1808 in 15 Kreise eingeteilt, die nach französischem Vorbild nach Flüssen benannt wurden (Naabkreis, Regenkreis, Unterdonaukreis usw.). Die Kreise gliederten sich in Landgerichtsbezirke, die in einzelne Gemeindegebiete eingeteilt werden sollten. Nach einem ersten Vorschlag entstand die Gemeinde Bernhof, die sich nach dem Verzeichnis der Gemeinden im Landkreis Vohenstrauß des Jahres 1821 aus Bernhof (16 Familien), Kohlmühle (1 Familie) und Oberpierlhof (4 Familien) zusammensetzte.
Die Gemeindeeinteilung hatte keinen langen Bestand. Bereits 1830 wurden die Gebietskörperschaften um- und neugegliedert. Zur Gemeinde Bernhof kamen Boxmühle, Heilinghäusl und Zieglhäuser. Die Kohlmühle wurde in die Gemeinde Gleiritsch eingegliedert.
Nach dem Ende des Zweiten Weltkriegs wollte die amerikanische Militärregierung eine teilweise Neuordnung der Kommunen durchführen. Sie ordnete die Auflösung kleinerer Gemeinden an, unter denen sich auch Bernhof befand. Im Jahre 1946 wurde die Gemeinde Bernhof aufgelöst. Bernhof, Boxmühle, Heilinghäusl und Zieglhäuser wurden in die bereits bestehende Gemeinde Gleiritsch eingegliedert, Oberpierlhof kam zur Gemeinde Trausnitz.

## Kapellenbauten
Im Jahre 1951 erfolgte der Bau der ersten Dorfkapelle (gegenüber der heutigen Kapelle). Das Gebäude war aber immer feucht, mehrmalige Ausbesserungsarbeiten hatten wenig Erfolg. So errichtete die Dorfgemeinschaft Bernhof in den Jahren 1997 bis 2000 in der Ortsmitte eine neue Kapelle.

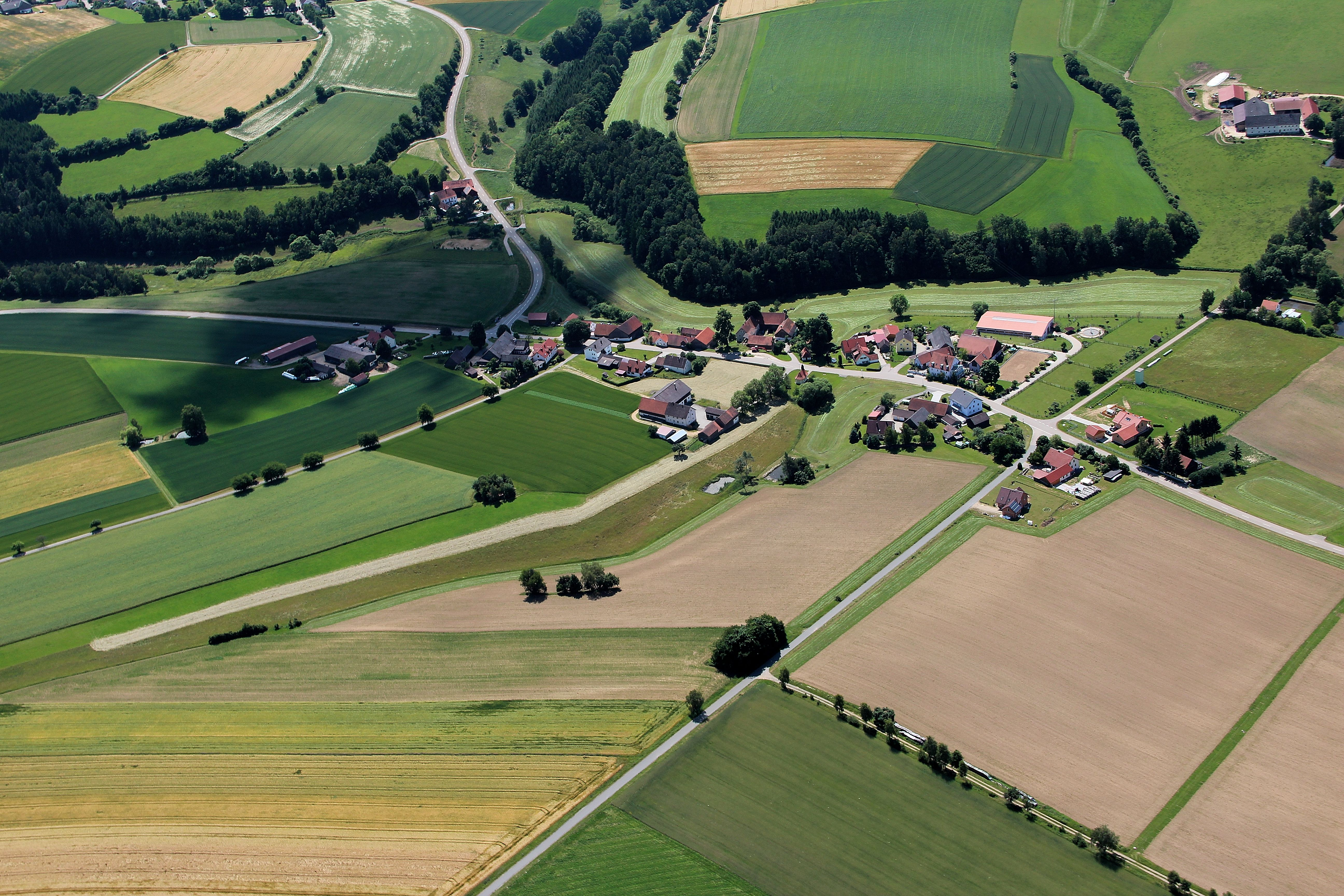
Bernhof 2012
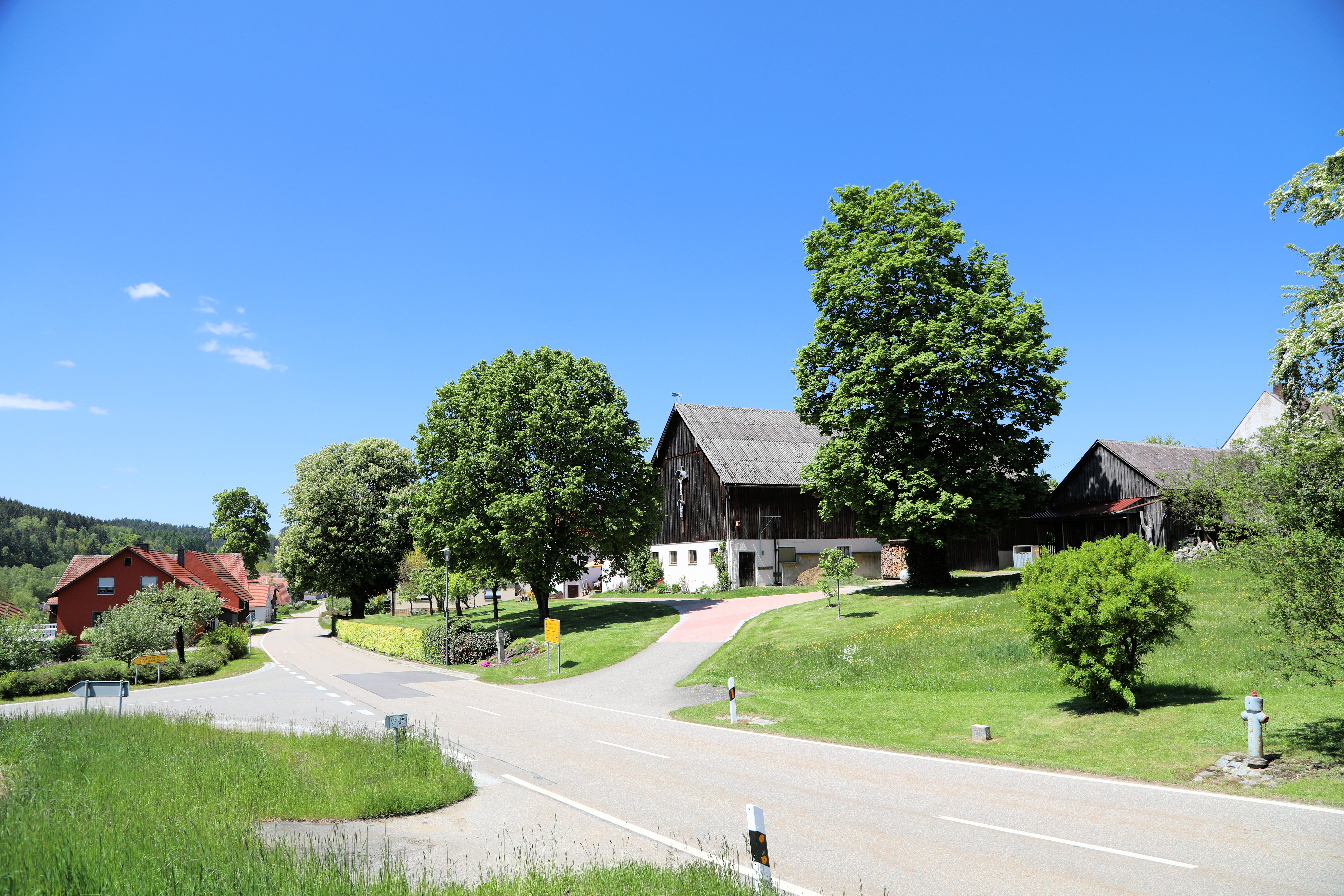
Bernhof (2021)
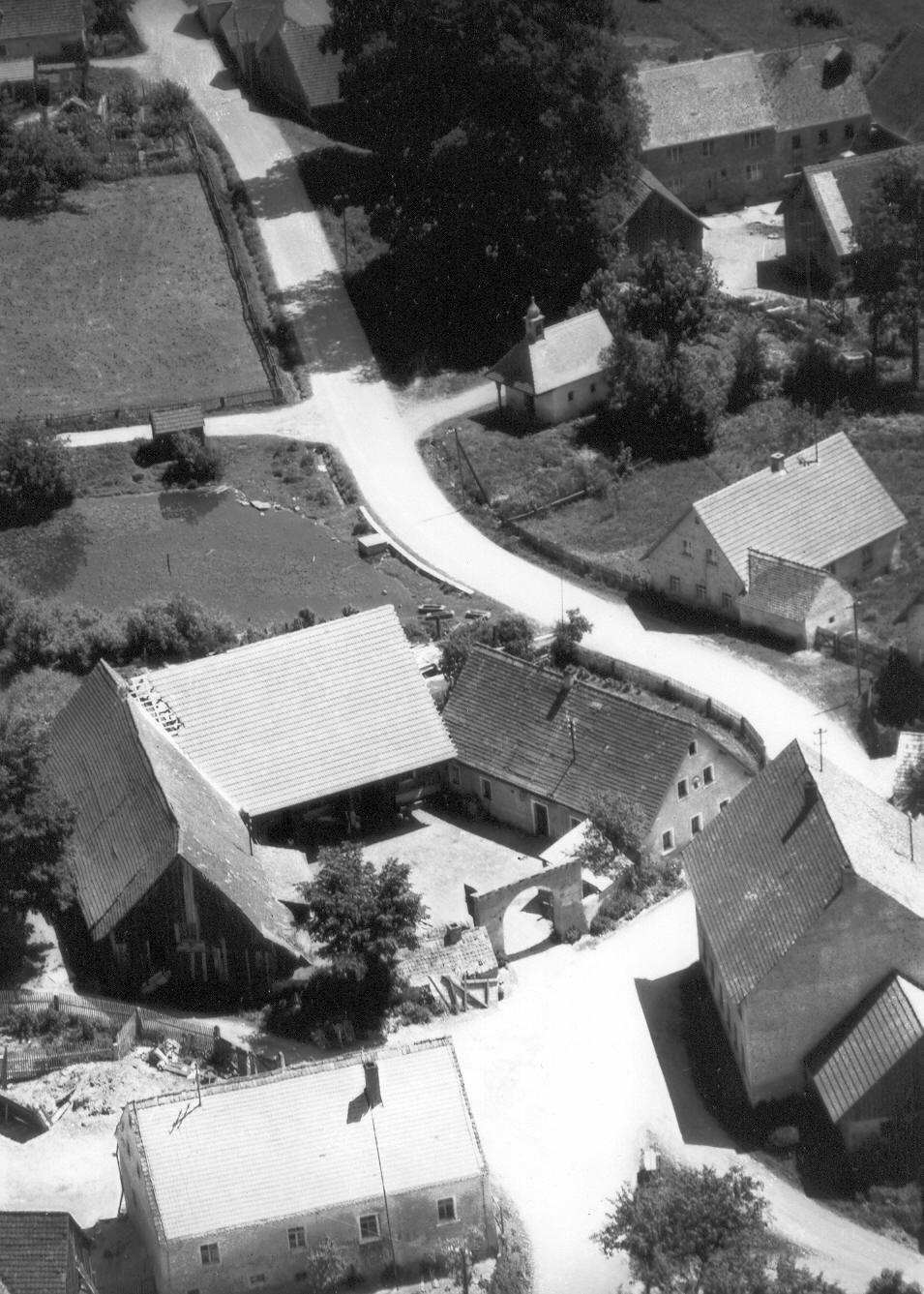
Bernhof (1960)
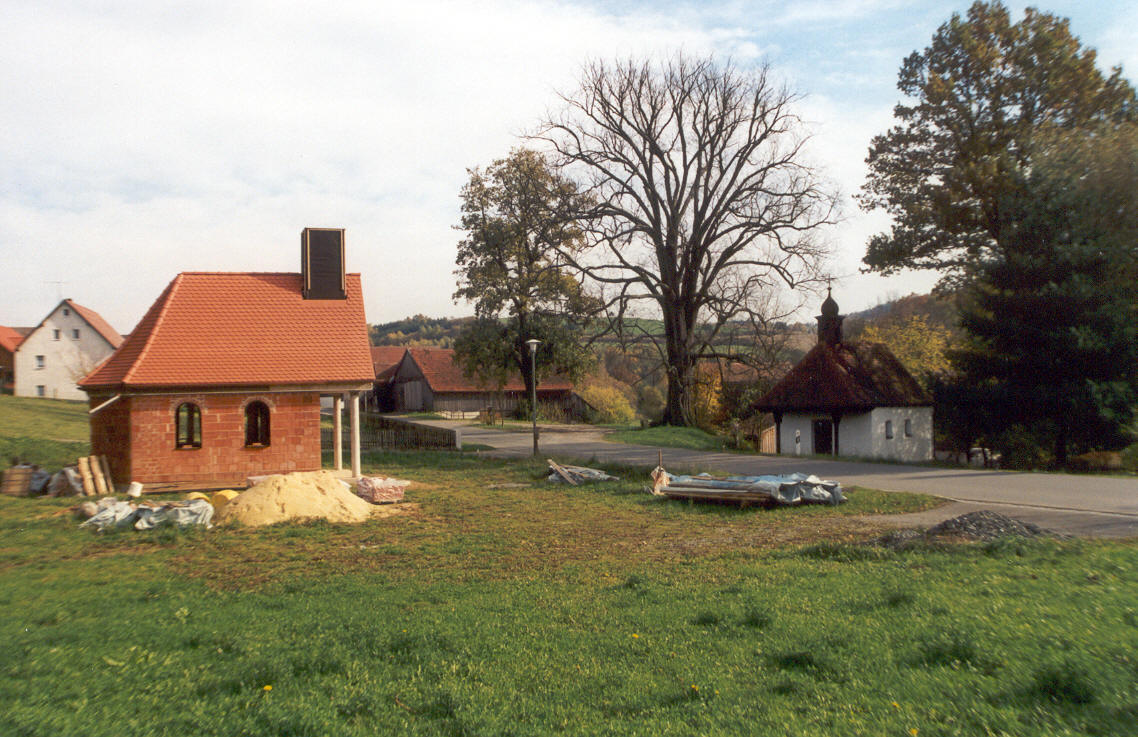
Neubau Kapelle, ehemalige Kapelle rechts (1998)
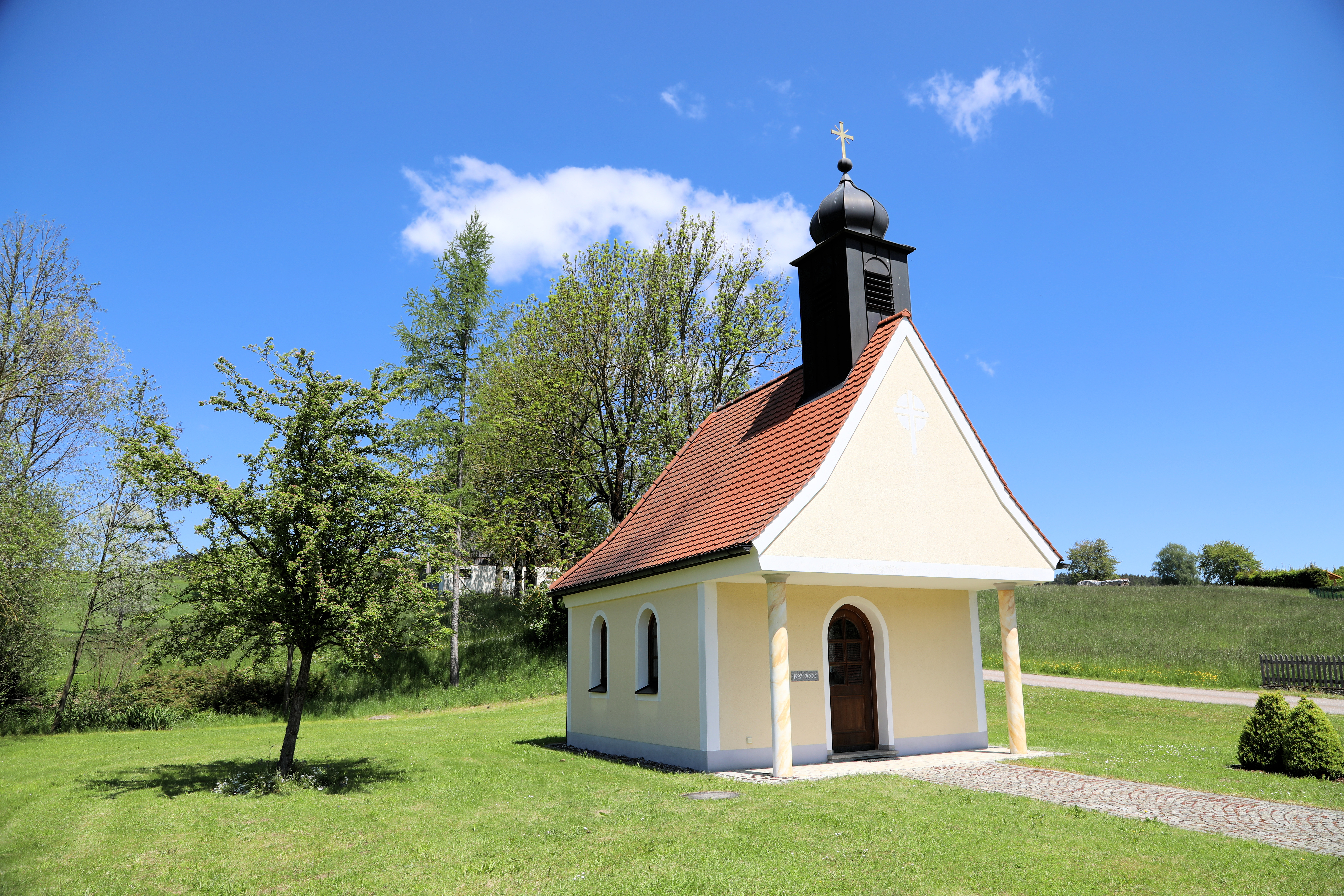
Kapelle (2021)